# 皮诺
皮诺（法語：Pino，法語發音：[pino]）是法国上科西嘉省的一个市镇，属于巴斯蒂亚区。

## 地理
皮诺（42°54'29"N, 9°21'5"E）面积7.04 平方千米，位于法国上科西嘉省，该省份位于科西嘉北部，后者为地中海西部的一座岛屿，也是法国的一个单一领土集体，位于法国大陆部分的东南面，意大利半島的西面，最临近的地块是撒丁岛。
与皮诺接壤的市镇（或旧市镇、城区）包括：巴雷塔利。

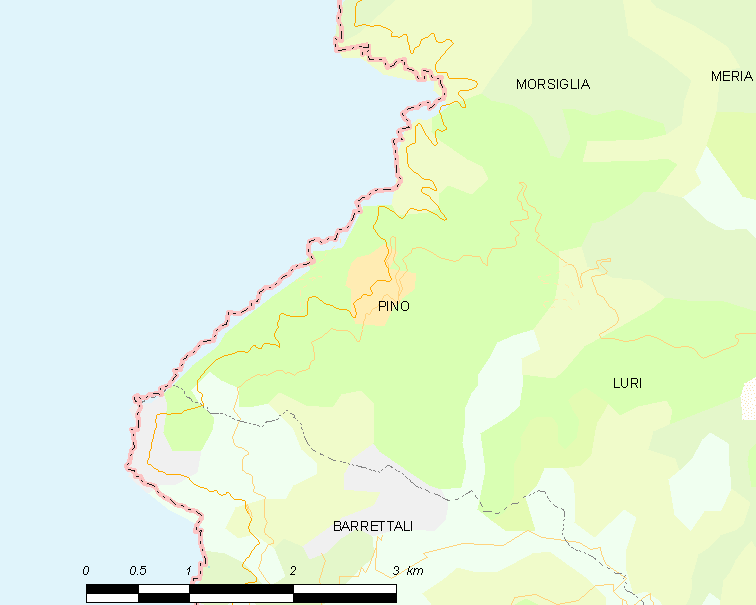
皮诺的OSM定位图

皮诺的时区为UTC+01:00、UTC+02:00（夏令时）。

## 行政
皮诺的邮政编码为20228，INSEE市镇编码为2B233。

## 政治
皮诺所属的省级选区为科西嘉角县。

## 人口

1962-2008年间皮诺人口变化图示

皮诺于2022年1月1日时的人口数量为154人。